# Felipe Simas
Felipe Sang Simas (Rio de Janeiro, 26 de janeiro de 1993) é um ator brasileiro.

## Biografia
Felipe Simas é filho do capoeirista Beto Simas e Ana Paula Sang. É irmão do ator Rodrigo Simas e meio-irmão materno do ator Bruno Gissoni.
Iniciou a carreira de ator no teatro e depois realizou trabalhos no cinema e na televisão. Antes de atuar nos palcos, foi jogador de futebol. Depois de participar de algumas peças teatrais com os irmãos, decidiu que a atuação cênica era a carreira que queria seguir, recebendo o apoio de sua família.

## Carreira
Em 2012, fez seu primeiro trabalho como ator, protagonizando a peça Conto De Verão ao lado dos atores João Vithor Oliveira, Alice Wegmann e Júlia Oristanio.   Sua primeira participação na TV foi em 2013 na novela Flor do Caribe interpretando Pedrão. Em 2014, viveu o vilão lutador Cobra na vigésima segunda temporada de Malhação denominada Malhação Sonhos. Também em 2014 fez sua estréia no cinema, interpretando Zeca no longa-metragem Na Quebrada. Em 2015, protagonizou ao lado de Marina Ruy Barbosa, Juliana Paes e Fábio Assunção a novela das sete Totalmente Demais interpretando o humilde Jonatas. Após o fim da novela, renovou contrato com a Rede Globo por dois anos. Em 2016, viveu o jogador Garrincha no filme Pelé: O Nascimento de uma Lenda. Ainda no ano de 2016, integrou o elenco da Dança dos Famosos no programa Domingão do Faustão, no qual se consagrou como o grande campeão. Em 2017, viveu o surfista Caíque na supersérie Os Dias Eram Assim. Em 2018, interpretou o bondoso Elmo na novela das sete O Tempo Não Para.. Em 2019, viveu o motoboy Maicon Douglas na série Segunda Chamada. Em Salve-se Quem Puder, telenovela de 2020, interpreta o jovem aventureiro Téo Santamarina.
Em 2024: Em abril gravou em Fernandópolis, o longa-metragem Asa Branca, a Voz da Arena interpretando o protagonista, o Waldemar Ruy dos Santos mais conhecido como o Locutor Asa Branca. Em agosto, gravou no Pará o filme de ação policial Rio de Sangue. Em seguida até dezembro gravou a série Tremembé da Prime Video, repetetindo pela terceira vez par romântico com a atriz Marina Ruy Barbosa, dessa vez sendo os criminosos condenados Suzane Von Richtofen e Daniel Cravinhos do Caso Richthofen.
Em 2025, protagoniza ao lado de Clara Moneke a novela das sete Dona de Mim de Rosane Svartman.

## Vida pessoal
Felipe, assim como seu irmão Rodrigo, tem ascendência indígena por parte de um bisavô materno.
Em 2012 começou a namorar a estudante de jornalismo Mariana Uhlmann. Em abril de 2014 nasceu Joaquim, o primeiro filho do casal. Em agosto de 2016, se casaram em um cerimônia para 300 convidados ao ar livre na casa da família Simas, localizada em Itaipava, Rio de Janeiro. Em fevereiro de 2017 nasceu Maria, a segunda filha do casal. O terceiro filho do casal, chamado Vicente, nasceu no dia 20 de fevereiro de 2020.

## Filmografia

### Televisão
| Ano     | Título                        | Personagem                        | Notas                      |
| ------- | ----------------------------- | --------------------------------- | -------------------------- |
| 2013    | Flor do Caribe                | Pedro                             | Episódio: "13 de setembro" |
| 2014–15 | Malhação Sonhos               | Ricardo Tucci Cobreloa (Cobra)    |                            |
| 2015–16 | Totalmente Demais             | Jonatas Castro                    |                            |
| 2016    | Dança dos Famosos             | Participante (Campeão)            | Temporada 13               |
| 2017    | Os Dias Eram Assim            | Caíque Sampaio                    |                            |
| 2018–19 | O Tempo Não Para              | Elmo Viégas                       |                            |
| 2019    | Segunda Chamada               | Maicon Douglas Pereira            |                            |
| 2020–21 | Salve-se Quem Puder           | Teodoro Santamarina (Téo)         |                            |
| 2023–24 | Fuzuê                         | Heitor Pinto Montebello           |                            |
| 2023    | As Aventuras de José e Durval | Durval de Lima (Xororó)           |                            |
| 2025    | Dona de Mim                   | Danilo Santos                     |                            |
| 2025    | Tremembé                      | Daniel Cravinhos de Paula e Silva |                            |

### Cinema
| Ano  | Filme                           | Personagem                           | Nota           |
| ---- | ------------------------------- | ------------------------------------ | -------------- |
| 2014 | Na Quebrada                     | José Carlos (Zeca)                   |                |
| 2016 | Pelé: O Nascimento de uma Lenda | Garrincha                            |                |
| 2025 | Verde Ou Pisa No Meu Pé         | Alex                                 | Curta-metragem |
| 2025 | Rio de Sangue                   | [ 29 ]                               |                |
| 2025 | Asa Branca, a Voz da Arena      | Waldemar Ruy dos Santos (Asa Branca) |                |

## Teatro
| Ano  | Título                 | Personagem   |
| ---- | ---------------------- | ------------ |
| 2012 | Conto de Verão         | Angelo       |
| 2013 | Romeu na Roda          | Teobaldo     |
| 2015 | Corcunda de Notre Dame | Capitão Febo |
| 2016 | Romeu e Julieta        | Romeu        |

## Prêmios e indicações
| Ano  | Prêmio                    | Categoria               | Trabalho            | Resultado |
| ---- | ------------------------- | ----------------------- | ------------------- | --------- |
| 2015 | Troféu Internet           | Melhor Ator             | Malhação Sonhos     | Indicado  |
| 2015 | Prêmio Jovem Brasileiro   | Melhor Ator Jovem       | Malhação Sonhos     | Indicado  |
| 2015 | Prêmio Contigo! de TV     | Revelação da TV         | Malhação Sonhos     | Indicado  |
| 2016 | Troféu Internet           | Melhor Ator             | Totalmente Demais   | Indicado  |
| 2016 | Prêmio Extra de Televisão | Melhor Ator             | Totalmente Demais   | Indicado  |
| 2016 | Capricho Awards           | Melhor Ator nacional    | Totalmente Demais   | Indicado  |
| 2016 | Melhores do Ano           | Melhor Ator de Novela   | Totalmente Demais   | Indicado  |
| 2016 | Troféu AIB de Imprensa    | Melhor Ator             | Totalmente Demais   | Venceu    |
| 2017 | Troféu Internet           | Melhor Ator             | Totalmente Demais   | Indicado  |
| 2020 | Meus Prêmios Nick         | Artista de TV Masculino | Salve-se Quem Puder | Indicado  |
| 2020 | Troféu Internet           | Melhor Ator de Novela   | Salve-se Quem Puder | Indicado  |
| 2021 | Meus Prêmios Nick         | Artista de TV Masculino | Salve-se Quem Puder | Indicado  |